# Via Dolorosa

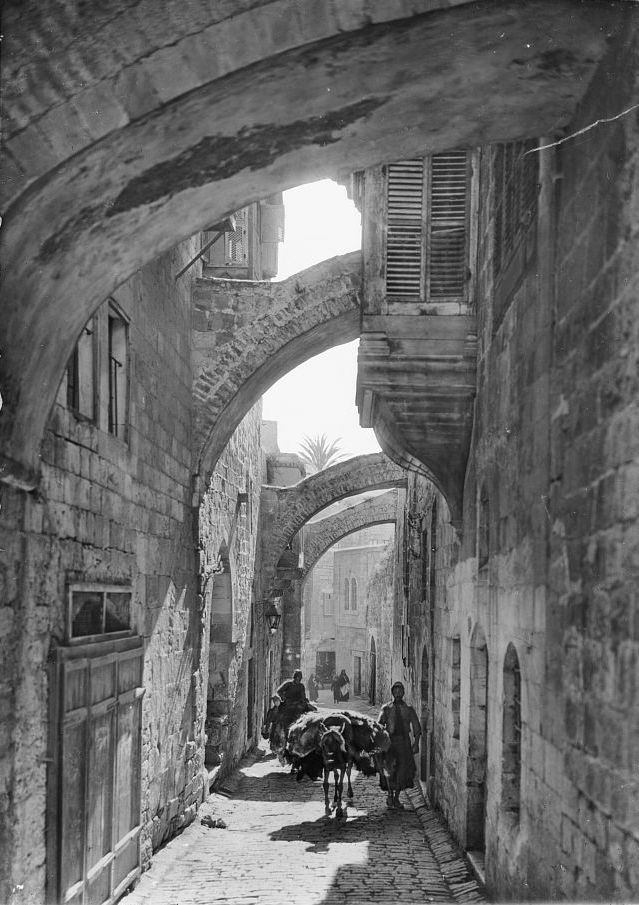
Via Dolorosa

Via Dolorosa är en pilgrimsvandring i Jerusalem. Ordet betyder "Smärtans väg" på latin. Via Dolorosa betraktas som den väg som Jesus vandrade med korset upp till Golgata där korsfästelsen ägde rum.
Pilgrimsvandringar från Antoniaborgen till den heliga gravens kyrka infördes av franciskanerna redan under medeltiden, och längs vägen finns fjorton stationer där man kan stanna för att be. Dessa stationer förekommer ofta i form av bilder i katolska kyrkor och brukas för korsvägsandakter där man i tankarna följer Via Dolorosa. Vandringen bygger delvis på bibeltexter och delvis på traditioner. 